# Leopold Nathan
Leopold Nathan (nátan), kirurg češkega rodu, * 13. november 1790, Opava, † 18. oktober 1860, Ljubljana.

## Življenje in delo
Nathan je leta 1814 diplomiral na dunajski medicinski fakulteti in se v letih 1815−1817 dodatno izpopolnjeval za kirurga na Operationszöglingsinstitutu pri V. Kernu. Leta 1823 je bil imenovan za profesorja teoretične in praktične kirurgije  na ljubljanskem Mediko-kirurškem liceju ter tu poučeval do razpusta zavoda 1849; leta 1850 pa je postal primarij kirurškega oddelka ljubljanske bolnišnice. Nathan je leta 1847, le eno leto po uvedbi inhalacijske narkoze z etrom  v ZDA, kot prvi med kirurgi na Slovenskem začel pri operacijah uporabljati to narkozo. Leta 1848 je bil tudi med pobudniki, da bi Ljubljana dobila popolno medicinsko fakulteto.   